# Капелу (Орта)
Капелу (порт. Capelo) — район (фрегезия) в Португалии, входит в округ Азорские острова. Расположен на острове Файял. Является составной частью муниципалитета Орта. Население составляет 493 человека на 2001 год. Занимает площадь 25,93 км².
Покровителем района считается Троица (порт. SS.ª Trindade).

## История

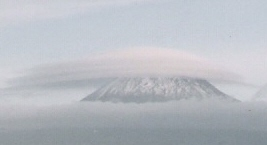
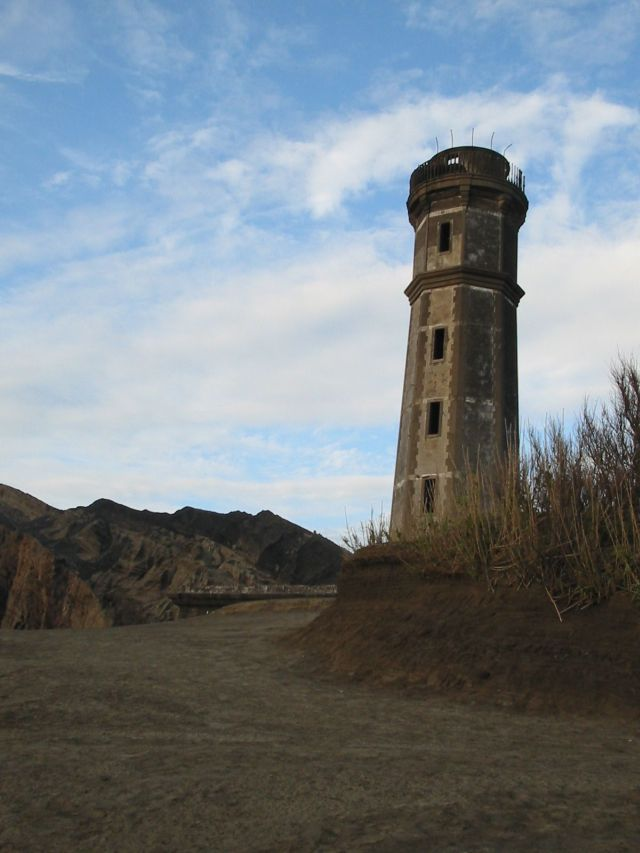

Район основан в 1600 году.